# Giovanni B. Algieri
Giovanni Battista Algieri (Corigliano Calabro, 31 maggio 1989) è uno scrittore, regista e sceneggiatore italiano.

## Biografia
Nato e cresciuto in Calabria, si laurea in Scienze Politiche presso l'Università degli Studi di Perugia, per poi specializzarsi in Comunicazione e Cinema alla Luiss Guido Carli.
Nel 2013 si trasferisce a Londra, specializzandosi in sceneggiatura presso la UAL – University of the arts London e studiando a fondo il mondo del videomaking e del montaggio.
Da Londra avviene la pubblicazione di “Forse non torno – Storie meridionali di chi parte e di chi resta”,  seguito, l'anno successivo, dalla seconda raccolta di racconti intitolata “Cosa Manca”  la cui introduzione è firmata dal cantautore Brunori Sas.
Lo stesso anno, "Cosa manca", diventa un documentario prodotto da Blogo e diretto dallo stesso Giovanni B. Algieri, il quale, anche grazie a un focus del "Il Fatto Quotidiano", lo proietta in più di sessanta scuole e associazioni culturali di tutta Italia.
Terminata l'esperienza inglese e tornato nuovamente in Italia, inizia la sua attività cinematografica, scrivendo e dirigendo i cortometraggi "Schabernack" (premiato come miglior film al Barcelona Film Festival 2017), "Senzamare" (premiato come miglior cortometraggio del mese dal Los Angeles Film Awards nel 2018), "Abiura", "Viole'" e "Giotto".
Nel 2018 ha fondato la casa di produzione cinematografica Baluma Productions.
Nel 2020, il suo terzo romanzo "La prima luna storta" (Alter Ego Edizioni)è stato presentato e messo in scena con un tour teatrale (tra cui il Teatro Eliseo di Roma) interpretato dagli attori Carlo Gallo, Ester Pantano, Andrea Venditti e Camilla Bianchini, con le musiche del cantautore Scarda.
Nel 2025 ha scritto e diretto il cortometraggio "L'ultimo giorno di felicità", in cui la protagonista è interpretata da Margherita Mazzucco.

## Filmografia

### Regista e sceneggiatore
Cortometraggi
- Poesie Murali (2013)[9]
- Schabernack (2015)[10]
- Senzamare (2018)[3]
- Abiura (2019)[11]
- Viole' (2020)[12]
- Giotto[4] (2023)
- L'ultimo giorno di felicità (2025)[7]

Videoclip
- Tango!, Atto I - di My Girl Is Retrò (2021)[13]
- Giardini Pubblici - di Miglio (2022)[14][15]
- Mare di gin - Eda Marì (2022)[16]
- Semafori Rossi - dei Malvax (2023)[17]

Documentari
- Cosa Manca (2015)
- Scuola Calabria (2020)

## Opere

### Romanzi
- Forse non torno (Falco Editore, 2014);
- Cosa Manca (Pellegrini Editore, 2015) prefazione di Brunori Sas;
- La Prima Luna Storta (Alter Ego Edizioni, 2020);

## Riconoscimenti
- Premi
  - 2015 – Premio Stella del Sud per il romanzo "Forse non torno";[18]
  - 2016 – Premio Fortuna d'Autore per il romanzo "Cosa manca";
  - 2017 – Premio Internazionale Città di Castrovillari per il romanzo "Cosa manca";[19]
  - 2017 – Barcelona Film Festival - Miglior cortometraggio per "Schabernack";
  - 2018 – Los Angeles Film Awards - Miglior cortometraggio per "Senzamare";[20]
  - 2019 - Premio Frontiere Aperte per "Abiura";[21]
- Candidature
  - 2017 – Lisbon Film Festival – Miglior cortometraggio per "Schabernack";
  - 2017 – Polish Film Festival – Miglior cortometraggio per "Schabernack";
  - 2018 – Procida Film Festival – Miglior cortometraggio per "Senzamare";[22]
  - 2019 – Moscow Shorts – Miglior cortometraggio per "Abiura";
  - 2019 –  Cala Film Fest – Miglior cortometraggio per "Abiura";
  - 2019 – Napoli Cultural Classic – Miglior cortometraggio per "Abiura";
  - 2020 – Catania Film Fest - Miglior cortometraggio per "Viole'";[23]
  - 2020 – Varese International Film Festival - Miglior cortometraggio per "Viole'";
  - 2023 - Garofano Rosso Film Festival - Miglior Cortometraggio per "Giotto"[24]
  - 2023 - Lamezia International Film Fest - Miglior Cortometraggio per "Giotto"[25]